# Sadik Fofana
Sadik Fofana (Aquisgrana, 16 maggio 2003) è un calciatore togolese con cittadinanza tedesca, difensore del Grazer AK.

## Carriera

### Club
Fofana ha iniziato la sua carriera nel Bayer Leverkusen dove ha ricevuto alcune convocazioni in prima squadra nella stagione 2021-2022. Il 12 giugno 2022 è stato prestato per una stagione al Norimberga con cui ha debuttato il 23 luglio contro il Greuther Fürth in 2. Bundesliga.
Il 25 luglio 2023 è stato prestato al Fortuna Sittard.

### Nazionale
Ha giocato nella nazionale tedesca Under-20.
Successivamente ha scelto di rappresentare il Togo, venendo convocato per la prima volta nel novembre 2023, senza tuttovia esordire. Fa il suo debutto invece nel marzo 2024, disputando da titolare la gara amichevole vinta 1-2 sul campo del Niger.

## Statistiche

### Presenze e reti nei club
Statistiche aggiornate al 21 novembre 2023.
| Stagione        | Squadra         | Campionato      | Campionato | Campionato | Coppe nazionali | Coppe nazionali | Coppe nazionali | Coppe continentali | Coppe continentali | Coppe continentali | Altre coppe | Altre coppe | Altre coppe | Totale | Totale | Totale |
| Stagione        | Squadra         | Comp            | Pres       | Reti       | Comp            | Pres            | Reti            | Comp               | Pres               | Reti               | Comp        | Pres        | Reti        | Pres   | Reti   |        |
| --------------- | --------------- | --------------- | ---------- | ---------- | --------------- | --------------- | --------------- | ------------------ | ------------------ | ------------------ | ----------- | ----------- | ----------- | ------ | ------ | ------ |
| 2022-2023       | Norimberga II   | RL              | 4          | 0          |                 | -               | -               |                    | -                  | -                  |             | -           | -           | 4      | 0      |        |
| 2022-2023       | Norimberga      | 2L              | 19         | 0          | CG              | 1               | 0               |                    | -                  | -                  |             | -           | -           | 20     | 0      |        |
| 2023-2024       | Fortuna Sittard | ED              | 4          | 0          | CO              | 0               | 0               |                    | -                  | -                  |             | -           | -           | 4      | 0      |        |
| Totale carriera | Totale carriera | Totale carriera | 27         | 0          |                 | 1               | 0               |                    | -                  | -                  |             | -           | -           | 28     | 0      |        |

### Cronologia presenze e reti in nazionale
| Cronologia completa delle presenze e delle reti in nazionale ― Togo | Cronologia completa delle presenze e delle reti in nazionale ― Togo | Cronologia completa delle presenze e delle reti in nazionale ― Togo | Cronologia completa delle presenze e delle reti in nazionale ― Togo | Cronologia completa delle presenze e delle reti in nazionale ― Togo | Cronologia completa delle presenze e delle reti in nazionale ― Togo | Cronologia completa delle presenze e delle reti in nazionale ― Togo | Cronologia completa delle presenze e delle reti in nazionale ― Togo |
| Data                                                                | Città                                                               | In casa                                                             | Risultato                                                           | Ospiti                                                              | Competizione                                                        | Reti                                                                | Note                                                                |
| ------------------------------------------------------------------- | ------------------------------------------------------------------- | ------------------------------------------------------------------- | ------------------------------------------------------------------- | ------------------------------------------------------------------- | ------------------------------------------------------------------- | ------------------------------------------------------------------- | ------------------------------------------------------------------- |
| 22-3-2024                                                           | Mohammedia                                                          | Niger                                                               | 1 – 2                                                               | Togo                                                                | Amichevole                                                          | -                                                                   |                                                                     |
| 9-6-2024                                                            | Kinshasa                                                            | RD del Congo                                                        | 1 – 0                                                               | Togo                                                                | Qual. Mondiali 2026                                                 | -                                                                   | 10’                                                                 |
| 14-10-2024                                                          | Lomé                                                                | Togo                                                                | 0 – 1                                                               | Algeria                                                             | Qual. Coppa d'Africa 2025                                           | -                                                                   | 90+8’                                                               |
| 17-11-2024                                                          | Lomé                                                                | Togo                                                                | 3 – 0                                                               | Guinea Equatoriale                                                  | Qual. Coppa d'Africa 2025                                           | -                                                                   | 82’                                                                 |
| 25-3-2025                                                           | Dakar                                                               | Senegal                                                             | 2 – 0                                                               | Togo                                                                | Qual. Mondiali 2026                                                 | -                                                                   | 73’                                                                 |
| Totale                                                              |                                                                     | Presenze                                                            | 5                                                                   |                                                                     | Reti                                                                | 0                                                                   |                                                                     |

## Palmarès

### Club

#### Competizioni nazionali
- Supercoppa di Germania: 1

Bayer Leverkusen: 2024